# Ousmane Kanté
Ousmane Kanté (ur. 21 września 1989 w Paryżu) – piłkarz gwinejski grający na pozycji środkowego obrońcy. Od 2018 jest piłkarzem klubu Paris FC.

## Kariera klubowa
Swoją karierę piłkarską Kanté rozpoczynał w juniorach klubu US Créteil (1995-2008). W latach 2008–2012 grał w rezerwach tego klubu. Z kolei w latach 2012–2014 występował w US Lusitanos Saint-Maur, z którym w sezonie 2012/2013 awansował z siódmej do szóstej ligi. W sezonie 2014/2015 ponownie grał w rezerwach US Créteil. Jesienią 2015 był zawodnikiem czwartoligowego FCM Aubervilliers, a wiosną wrócił do US Lusitanos Saint-Maur. W sezonie 2015/2016 wywalczył z nim awans z piątej do czwartej ligi.
W 2017 roku Kanté został zawodnikiem trzecioligowego AS Béziers. Swój debiut w nim zaliczył 4 sierpnia 2017 w wygranym 1:0 wyjazdowym meczu z Les Herbiers Vendée Football. W Béziers grał przez rok.
Latem 2018 Kanté przeszedł na do Paris FC. Swój debiut w nim zanotował 27 lipca 2018 w zremisowanym 1:1 wyjazdowym meczu z Gazélec Ajaccio.
| Sezon   | Klub                    | Kraj    | Rozgrywki              | Mecze | Gole |
| ------- | ----------------------- | ------- | ---------------------- | ----- | ---- |
| 2008/09 | US Créteil B            | Francja | CFA 2                  | ?     | ?    |
| 2009/10 | US Créteil B            | Francja | CFA 2                  | ?     | ?    |
| 2010/11 | US Créteil B            | Francja | CFA 2                  | ?     | ?    |
| 2011/12 | US Créteil B            | Francja | CFA 2                  | ?     | ?    |
| 2012/13 | US Lusitanos Saint-Maur | Francja | VII liga               | ?     | ?    |
| 2013/14 | US Lusitanos Saint-Maur | Francja | DH Paris Île-de-France | ?     | ?    |
| 2014/15 | US Créteil B            | Francja | DH Paris Île-de-France | 26    | 0    |
| 2015/16 | FCM Aubervilliers       | Francja | CFA                    | 10    | 0    |
| 2015/16 | US Lusitanos Saint-Maur | Francja | CFA 2                  | 9     | 1    |
| 2016/17 | US Lusitanos Saint-Maur | Francja | CFA                    | 28    | 3    |
| 2017/18 | AS Béziers              | Francja | Championnat National   | 26    | 3    |
| 2018/19 | Paris FC                | Francja | Ligue 2                | 34    | 0    |
| 2019/20 | Paris FC                | Francja | Ligue 2                | 26    | 4    |
| 2020/21 | Paris FC                | Francja | Ligue 2                | 32    | 3    |

## Kariera reprezentacyjna
W reprezentacji Gwinei Kanté zadebiutował 12 października 2010 roku w przegranym 0:1 towarzyskim meczu z Komorami rozegranym w Wersalu. W 2022 roku został powołany do kadry na Puchar Narodów Afryki 2021. Rozegrał na nim dwa mecze: grupowe z Malawi (1:0) i z Zimbabwe (1:2).